# Râul Furcșoara
Râul Furcșoara este un curs de apă, afluent al râului Boz. 

## Hărți
- Harta județului Hunedoara
- Harta munților Apuseni